# (3288) Seleuco
(3288) Seleuco es un asteroide que forma parte de los asteroides Amor y fue descubierto por Hans-Emil Schuster el 28 de febrero de 1982 desde el Observatorio de La Silla, Chile.

## Designación y nombre
Seleuco se designó al principio como 1982 DV.
Más tarde, en 1985, fue nombrado en honor del general macedonio y fundador del Imperio seléucida Seleuco I Nicátor.

## Características orbitales
Seleuco está situado a una distancia media del Sol de 2,033 ua, pudiendo alejarse hasta 2,96 ua y acercarse hasta 1,106 ua. Su inclinación orbital es 5,928 grados y la excentricidad 0,4559. Emplea 1059 días en completar una órbita alrededor del Sol.
Seleuco es un asteroide cercano a la Tierra.

## Características físicas
La magnitud absoluta de Seleuco es 15,2. Emplea 75 horas en completar una vuelta sobre su eje y tiene 2,8 km de diámetro. Se estima su albedo en 0,22. Seleuco está asignado al tipo espectral S de la clasificación Tholen y al K de la SMASSII.